# Zero Petroleum
 (novembre 2024).
Pour les articles homonymes, voir Zero.
Zero Petroleum est une société anglaise qui développe et fabrique du e-carburant non biologique, 100 % sans combustible fossile, synthétisé à partir d'eau et du dioxyde de carbone atmosphérique à l'aide d'énergies renouvelables,. Elle a été co-fondée en 2020 par l'ancien ingénieur motoriste de Formule 1 Paddy Lowe,. Son produit a été développé comme une alternative durable aux combustibles fossiles, plus évolutive que les déchets et les biocarburants. En novembre 2021, la Royal Air Force utilise son carburant pour réaliser un premier vol record du monde propulsé par du carburant synthétique. En juillet 2022, Zero Petroleum conclut un nouveau partenariat,, avec la RAF pour progresser vers la production de masse de carburant d'aviation durable.

## Technologie
Zero Petroleum utilise Direct FT (une version spécialisée et propriété de Fischer-Tropsch) pour fabriquer directement des carburants cibles (essence, kérosène et gazole) avec un rendement élevé et sans nécessiter de modernisation de la raffinerie.
Lorsqu'il est fabriqué à partir d'énergies renouvelables, le carburant synthétique peut être utilisé comme un substitut direct aux combustibles fossiles neutre en carbone ou négatif en carbone, en particulier pour les opérations qui nécessitent des densités d'énergie élevées - telles que le transport aérien, le transport maritime et l'agriculture - et pour assurer la continuité de l'utilisation de véhicules anciens.[réf. nécessaire]
Le carburant Zero est fabriqué selon un procédé appelé pétrosynthèse, qui consiste à obtenir du méthane à partir d’un mélange d’hydrogène après électrolyse et de dioxyde de carbone attrapé dans l’atmosphère. Cette combinaison du CO2 et de l'hydrogène de créer des hydrocarbures. Le processus implique donc la capture directe dans l'air du dioxyde de carbone de l'atmosphère et l'électrolyse de l'eau pour obtenir de l'hydrogène. Le dioxyde de carbone est converti en monoxyde de carbone dans un réacteur Reverse Water-Gas Shift (RWGS) et cela se combine avec l'hydrogène pour créer un gaz de synthèse qui est ensuite introduit dans un réacteur Fischer-Tropsch (FT) pour créer les produits d'hydrocarbures finaux. L'utilisation d'énergies renouvelables tout au long du processus aboutirait, selon les fondateurs de l'entreprise, à la production d'hydrocarbures neutres en carbone.

## Histoire

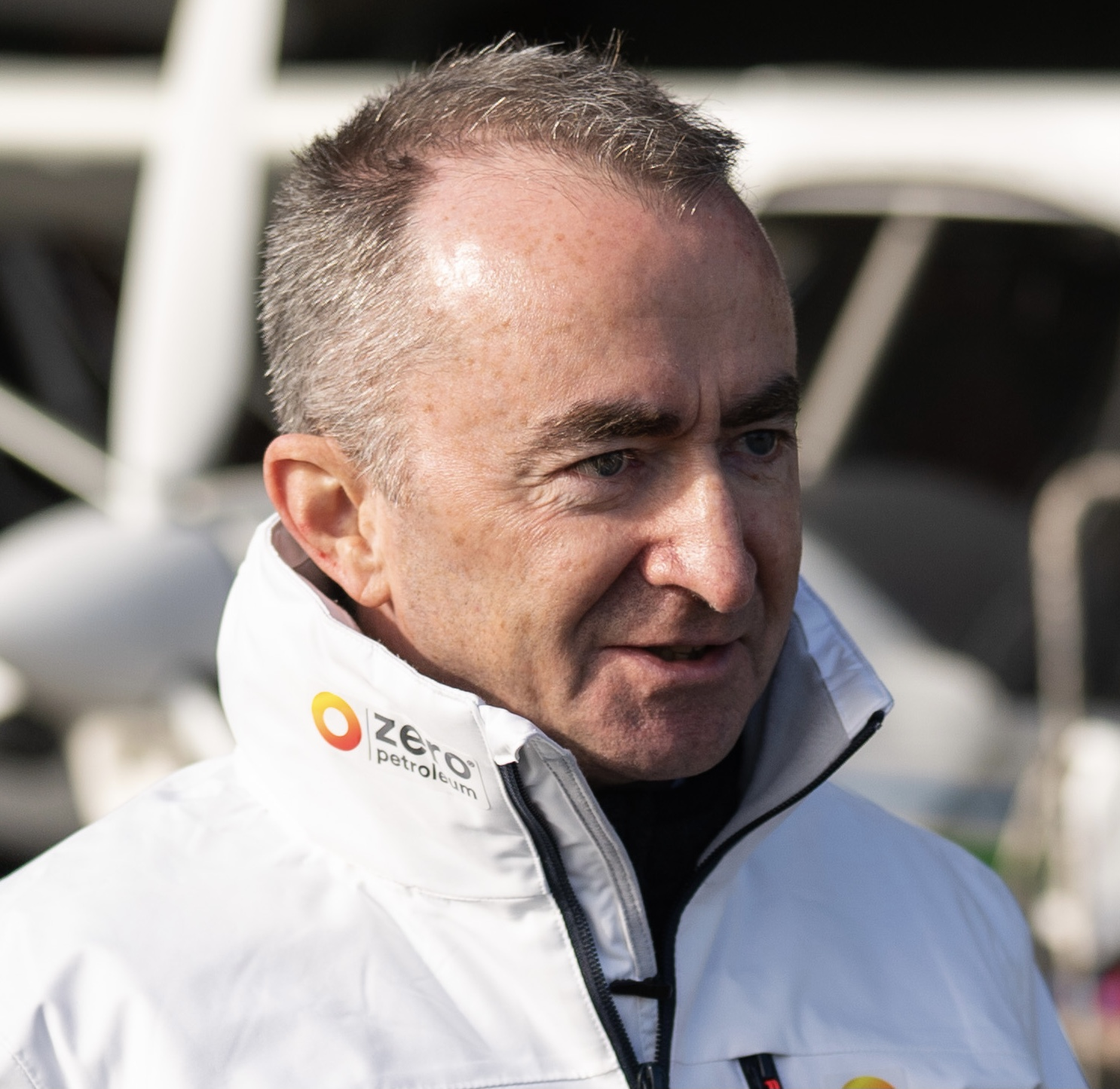
Paddy Lowe, fondateur et PDG de Zero Petroleum.

En mars 2020, Zero Petroleum Limited, désormais simplement connue sous le nom de Zero, est fondée par Paddy Lowe et le professeur Nilay Shah. Lowe est un ancien ingénieur de course automobile et informaticien de Formule 1 qui a remporté 12 championnats du monde et 158 victoires en course au cours de ses 32 années de carrière en F1 avec Williams, McLaren et Mercedes. Shah, quant à lui, est directeur du département de génie chimique de l'Imperial College de Londres et a été fait officier de l'Ordre de l'Empire britannique pour ses services en faveur de la décarbonation de l'économie britannique en 2020, y compris son travail remarquable sur la modélisation et l'optimisation des technologies pour les systèmes de captage et stockage du dioxyde de carbone. L'objectif de Zero est d’être l’un des principaux fabricants de carburant entièrement circulaire et neutre en carbone à grande échelle.
En septembre 2021, Zero reçoit des capitaux d'un syndicat d'investissement basé à Glasgow, lui fournissant des fonds pour faire évoluer ses processus,. Parmi les investisseurs figurent l'ancien champion du monde de Formule 1, Damon Hill.
Le 2 novembre 2021, la société fournit son carburant synthétique à la Royal Air Force pour réaliser le premier vol réussi au monde utilisant uniquement du carburant synthétique,. Ce carburant a été fabriqué dans les Orcades en utilisant l'énergie éolienne, marémotrice et houlomotrice générée localement. L'avion, un ULM Ikarus C42 (en), a survolé l'aérodrome de Cotswold. Le projet faisait partie du projet MARTIN de la RAF, grâce auquel celle-ci prévoit d'atteindre sa première base aérienne nette zéro avant 2025 et une force nette nulle avant 2040.
En février 2024, Zero signe un accord de sponsoring de deux ans avec Sauber Motorsport.
Zero Petroleum, dont le siège social est à Londres, possède également un siège social aux États-Unis au 100 Wilshire Boulevard, Suite 650, Santa Monica, California 90401. L'entreprise est aussi implantée à Bicester Heritage, un campus d'affaires situé au nord de Bicester dans l'Oxfordshire et qui se veut l’avenir de l’automobile de collection. C'est le pôle britannique dédié à l'excellence de l'automobile historique et de l'aviation historique ainsi qu'un centre national établi pour l'industrie,.